# Fassung (Technik)

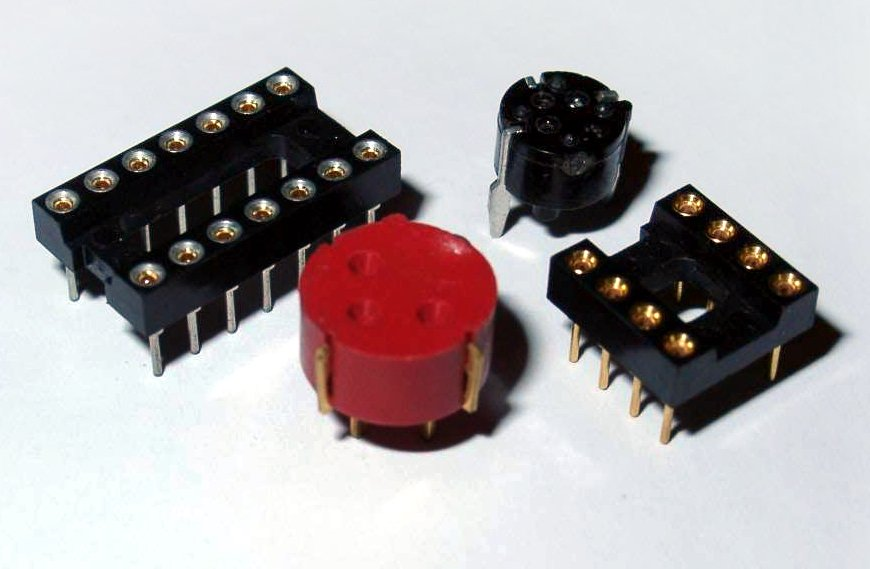
Steckfassung („Sockel“) für integrierte Schaltungen und Transistoren

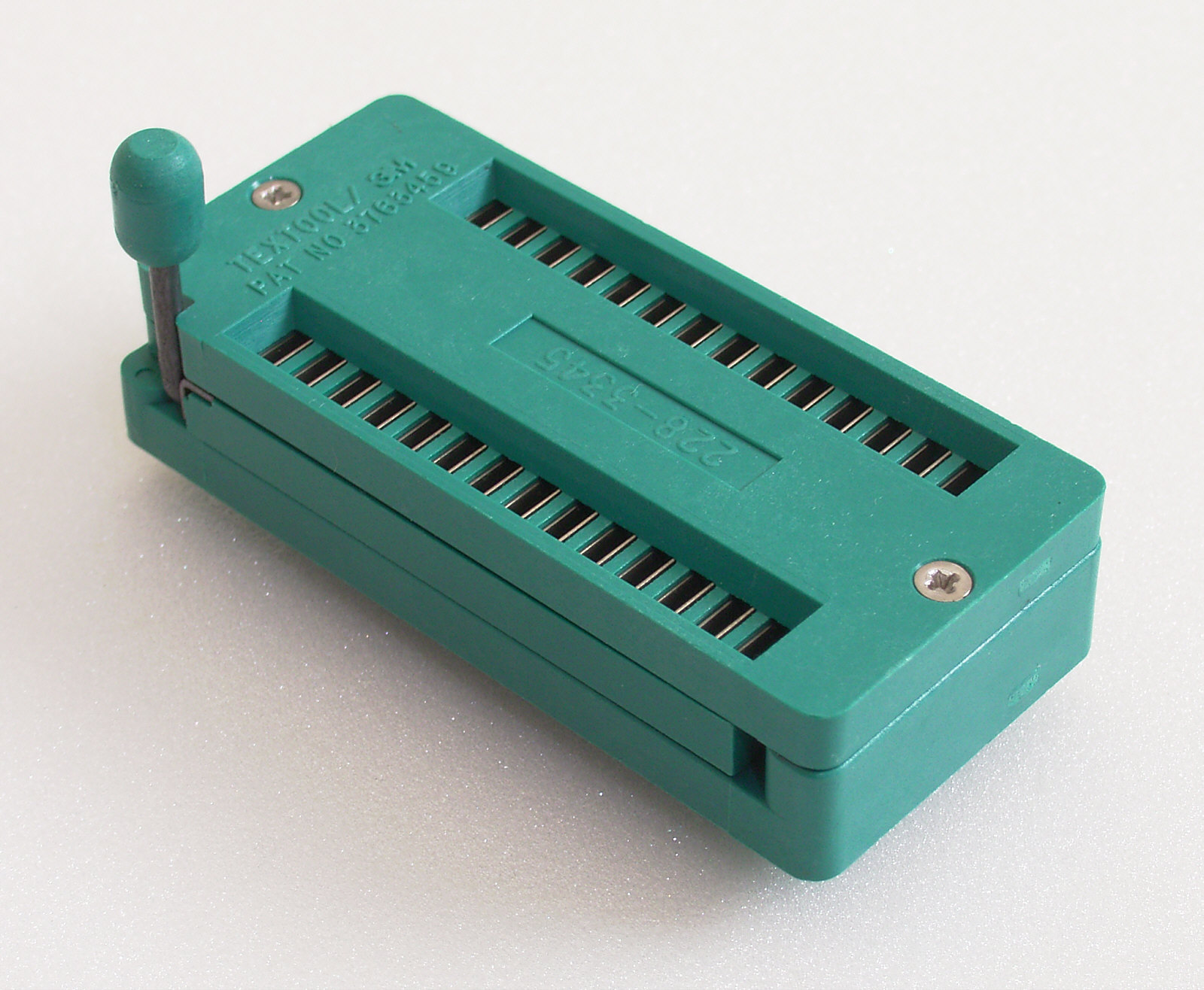
Nullkraftfassung (Textool)

Unter einer Fassung versteht man in der Technik eine Vorrichtung, um auswechselbare Bauteile schnell befestigen und lösen zu können.
Mit dem Einstecken oder Einschrauben des Bauteils wird meist zugleich die Verbindung der Energieleitungen (zum Beispiel elektrische Kontakte oder Druckluftanschlüsse) hergestellt. Besondere Arbeiten zum Anschließen (Klemmen, Löten) sind also nicht erforderlich.
Das Gegenstück am auswechselbaren Bauteil wird als Sockel bezeichnet, umgangssprachlich aber oft auch die Fassung, die andere Seite.

## Typen und Beispiele
Lampenfassungen
Schraubfassungen
- Glühlampen, Energiesparlampen und Gasentladungslampen mit Edison-Schraubsockel (am gebräuchlichsten sind E10, E14, E27, E40, wobei die Zahl den Nenndurchmesser in Millimetern angibt)

Fassungen mit Bajonett-Verriegelung
- für Glühlampen, Glimmlampen und LED-Anzeigelampen mit Bajonettsockel in Fahrzeugen und Anlagen (rüttelfest)
- für Projektionslampen (definierte Lage der Glühwendel), Thyratrons
- an Hochvolt-Halogenglühlampen (z. B. GU10) und Leuchtstofflampen-Startern (Steckerstifte mit Kopf stellen die Bajonett-Verriegelung her)

Steckfassungen
- für Stecksockel von Elektronenröhren, Energiesparlampen und Glühlampen
- für steckbare Relais, teilweise auch für Printrelais (Leiterplatten-Anschlussstifte) verwendbar
- Steckfassungen für einzelne Transistoren (früher und an Prüfgeräten)
- Steckfassungen für Integrierte Schaltungen im DIL- oder SIL-Gehäuse
- Nullkraft-Fassungen (Steckfassungen ohne Steckkraft): „Sockel“ für Mikroprozessoren mit großer Stiftanzahl

Weitere Fassungen
- „Sockel“ für PLCC-Schaltkreise: Kontaktierung an allen vier Seitenkanten
- koaxiale Fassungen für Hochfrequenz-Dioden (siehe zum Beispiel Spitzendiode) und Scheibentrioden
- Fassung für die Elektronenröhre RV12P2000 (gebaut ab 1937): Stifte quer zur Steckrichtung
- lötfreie Fassungen bzw. Adapter für BGA-Schaltkreise
- Fassungen bzw. Aufnahmevorrichtungen für Akkumulatoren, SIM-Karten (Mobiltelefon), SIMM-Speichermodulen (PC), Tintenkartuschen (Tintenstrahldrucker) usw.

## Fassungen oder Sockel für ICs
Häufig wird in Zusammenhang mit ICs der Begriff Sockel verwendet, was vermutlich eine falsche Übersetzung des englischen socket ist.
IC-Fassungen lassen sich zunächst in die Kategorien Produktionsfassungen und Test- oder Programmierfassungen unterscheiden. Die erste Sorte sind IC-Fassungen, die in Endprodukten eingesetzt werden, entsprechend muss ihre Ausführung der Anwendung angemessen preisgünstig sein. Die zweite Kategorie betrifft IC-Fassungen, die speziell in der Entwicklung oder bei der Produktion eingesetzt werden, beispielsweise um ein IC mit einem Programmiergerät zu verbinden, um internen Speicher zu programmieren. Diese Sorte IC-Fassungen ist meist auf eine hohe Zyklenzahl ausgelegt und kann leicht Preise im dreistelligen Eurobereich erreichen.
Da bei vielen ICs (z. B. TTL-Serie) die Anordnung der Betriebsspannungs-Pins standardisiert ist (siehe Pinbelegung), gibt es auch Fassungen, die schon einen Stützkondensator (Keramikkondensator 100 nF) zwischen diesen beiden diagonal liegenden Pins eingebaut haben, wie man ihn sonst separat sowieso nahe der meisten ICs auf der Leiterplatte platzieren müsste. Dieser bewirkt eine deutliche Reduzierung des dynamischen Innenwiderstandes der Spannungsversorgung.